# 1548 aux échecs
| Années des échecs : 1545 - 1546 - 1547 - 1548 - 1549 - 1550 - 1551    |
| Décennies des échecs : 1510 - 1520 - 1530 - 1540 - 1550 - 1560 - 1570 |

Cet article présente les faits marquants de l'année 1548 aux échecs.

## Naissances
- Giulio Polerio[1].